# Połoski Stare
Połoski Stare (do 31.12.2012 Stare Połoski) – wieś w Polsce położona w województwie lubelskim, w powiecie bialskim, w gminie Piszczac.
W latach 1975–1998 miejscowość położona była w województwie bialskopodlaskim. Wieś jest sołectwem w gminie Piszczac. W roku 2021 wieś liczyła 168 mieszkańców.
Wierni Kościoła rzymskokatolickiego należą do parafii  Ścięcia św. Jana Chrzciciela w Choroszczynce.